# The Servant Question
The Servant Question er en amerikansk stumfilm fra 1920 af Dell Henderson.

## Medvirkende
- William Collier Sr. som Mr. Butler
- Virginia Lee som Muriel Merrick
- William Collier Jr. som Jack Merrick
- Armand Cortes som Amboy
- Rapley Holmes som Mr. Merrick